# Manuel Rubio Moscoso
Manuel Rubio Moscoso (30 de juliol de 1902, Granada - 1968, Càceres) fou un militar espanyol de l'arma de Cavalleria que formà part del grup de militars anomenats Jinetes de Alcalá i que, quan era capità, s'aixecà contra el govern de la Segona República Espanyola el 1936 a Mallorca. Durant els primers mesos de la Guerra Civil fou comandant militar d'Andratx, participant en la formació de les milícies falangistes, en la repressió de membres i simpatitzants del Front Popular i en la defensa contra el desembarcament de Mallorca per part de tropes republicanes.

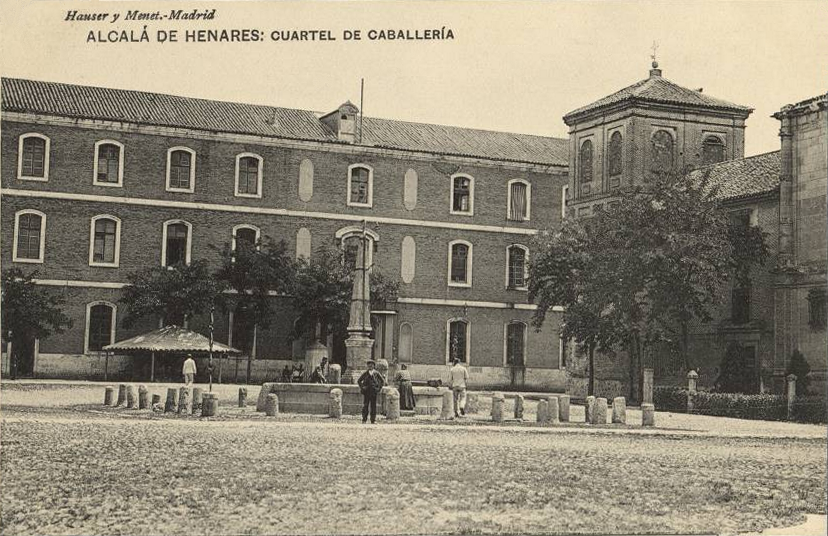
Quarter de Cavalleria del Príncep, dit de san Diego, a Alcalà de Henares cap el 1912

Rubio era net del polític carlista sevillà Juan Manuel Moscoso y López. Ingressà a l'Acadèmia de Cavalleria de Valladolid el 1918. El 1936 estava destinat al Regiment de Calatrava, núm. 2. Formà part dels anomenats Jinetes de Alcalá, un grup de 29 militars de l'arma de Cavalleria adscrits als regiments de Caçadors de Calatrava, núm. 2, i de Villarrobledo, núm.3, que a finals de juny de 1936 foren confinats al castell de Sant Carles de Palma, Mallorca. El Govern de la República aprofità uns incidents entre soldats i membres de partits d'esquerra per fer neteja de conspiradors d'ambdós regiments. Rubio fou un dels oficials que criticà públicament les mesures preses i fou un dels implicats en els tiroteigs que hi hagué entre militars i civils.
Al castell de Sant Carles conegueren al cap de la Falange Española a Mallorca, Alfonso de Zayas, que també estava empresonat i que els posà amb contacte amb els militars que s'havien d'aixecar en contra de la República. Quan es produí el pronunciament militar del 18 de juliol de 1936 aquests militars es posaren a les ordres dels avalotats i Rubio fou nomenat comandant militar i cap de les milícies d'Andratx, passant a comandar un escamot de la Falange Española dotant-lo d'estructura militar i a dirigir la repressió contra membres i simpatitzants del Front Popular (detencions il·legals, tortures i assassinats).
Quan retornà a la península el gener de 1937 fou nomenat cap del Terç de Requetès Isabel la Catòlica de Granada, fins al maig de 1938 (el març havia ascendit a comandant). El 1939 fou un dels fundadors a Granada de la Real Cofradía de Nuestra Señora de los Dolores i en fou el seu primer germà major. El 1941 li concediren la creu de la Reial i Militar Orde de Sant Hermenegild. El 1956 era tinent coronel i el 1961 fou ascendit a general de brigada. Fou governador militar de Jaén (agost 1961 - octubre 1964). El 1965 fou nomenat governador militar de Càceres, fins al 1968 que morí en el càrrec.